# Bitwa o Tobruk
Bitwa o Tobruk – długotrwała konfrontacja pomiędzy wojskami Osi a oblężonymi w libijskim mieście portowym Tobruk siłami alianckimi podczas kampanii afrykańskiej II wojny światowej, trwająca od 10 kwietnia do 27 listopada 1941 roku.
Pod koniec 1940 roku alianci pokonali włoską 10 Armię podczas operacji Compass i zamknęli jej niedobitki w Beda Fomm. Na początku 1941 roku znaczna część Sił Pustyni Zachodniej (Western Desert Force, WDF) została oddelegowana do udziału w kampaniach greckiej i syryjskiej. Gdy wojska niemieckie (Afrika Korps) i włoskie posiłki dotarły do Libii, na miejscu pozostały jedynie szkieletowe siły alianckie, pozbawione ciężkiego sprzętu i zaopatrzenia. Obrońcy miasta szybko stali się znani jako Szczury Tobruku.
Operacja Sonnenblume (6 lutego – 25 maja 1941) zmusiła aliantów do odwrotu w kierunku granicy egipskiej. Garnizon składający się głównie z australijskiej 9 Dywizji Piechoty (generał porucznik Leslie Morshead) pozostał w Tobruku, aby uniemożliwić siłom Osi korzystanie z portu, podczas gdy Siły Pustyni Zachodniej zreorganizowały się i przygotowały kontrofensywę. Oblężenie Tobruku przez wojska Osi rozpoczęło się 10 kwietnia, kiedy port został zaatakowany siłami pod dowództwem generała Erwina Rommla i było kontynuowane podczas trzech prób jego przerwania przez aliantów: operacji Brevity (15–16 maja), operacji Battleaxe (15–17 czerwca) i operacji Crusader (18 listopada – 30 grudnia). Uporczywa obrona Tobruku pozbawiła wojska Osi dostępu do ważnego portu morskiego pozwalającego odbierać zaopatrzenie znacznie bliżej granicy egipskiej niż w pozostałych libijskich portach: Bengazi, znajdującym się 900 km na zachód i Trypolisie 1500 km od granicy z Egiptem.
Oblężenie odciągnęło znaczne siły Osi od ofensywy w Egipcie, a garnizon Tobruku odparł kilka zmasowanych ataków nieprzyjaciela. Port był często ostrzeliwany przez artylerię, bombardowany przez bombowce nurkujące i średnie bombowce, podczas gdy RAF wykonywał loty obronne z odległych lotnisk w Egipcie. Siły morskie sprzymierzonych, takie jak brytyjska Flota Śródziemnomorska (w tym przybrzeżna eskadra), przeprowadziły blokadę, dostarczając posiłki i zaopatrzenie do miasta oraz wywożąc z niego rannych i jeńców. 27 listopada Tobruk został odblokowany przez brytyjską 8 Armię (która kontrolowała wszystkie brytyjskie i inne alianckie siły lądowe na Pustyni Libijskiej od września 1941 roku) w operacji Crusader.

## Tło sytuacyjne
Po przystąpieniu Włoch do II wojny światowej spodziewano się rychłej konfrontacji w Afryce, w szczególności na granicy Libii, będącej kolonią włoską i Egiptu, formalnie niepodległego, ale znajdującego się w brytyjskiej strefie wpływów. Siłami brytyjskimi dowodził gen. Archibald Wavell, jeden z najlepiej wyszkolonych oficerów armii brytyjskiej. Musiał jednak bronić swymi skromnymi siłami całego obszaru Bliskiego Wschodu od Kenii po Egipt i wysp Morza Śródziemnego od Cypru po Maltę. Łącznie dysponował 90 tys. żołnierzy, z czego w Egipcie i Palestynie stacjonowało 63,5 tys., w tym oddziały z Nowej Zelandii, Australii i Indii. Siły powietrzne liczyły 205 przestarzałych samolotów, w tym tylko 75 myśliwskich. Przeciwnikiem Wavella na pograniczu libijskim był włoski marszałek Rodolfo Graziani stojący na czele piętnastu dywizji i dysponujący 313 samolotami; brakowało mu natomiast uzbrojenia i środków transportu. Ponadto żołnierz włoski był niechętny bezcelowej wojnie i bił się źle.
Graziani rozpoczął działania zbrojne 13 września 1940 roku. Wojska włoskie przekroczyły granicę i dotarły do Sidi Barrani, gdzie się zatrzymały, mimo że główna brytyjska linia obronna znajdowała się aż pod Mersa Matruh, 80 kilometrów dalej. Graziani nie chciał ryzykować, zwłaszcza że – jak meldował w listopadzie włoskiemu przywódcy Benito Mussoliniemu – stan dróg był fatalny, a wojsku brakowało wody i środków transportowych.
Operacja Compass, brytyjska kontrofensywa, rozpoczęła się w nocy z 8 na 9 grudnia. Zaskoczenie było zupełne. Atak 7 Dywizji Pancernej i hinduskiej 4 Dywizji Piechoty doprowadził do zdobycia Sidi Barrani i wzięcia do niewoli 40-tysięcznego garnizonu. W ciągu dziesięciu tygodni Brytyjczykom udało się opanować całą Cyrenajkę i dojść do El-Agheila, 800 km od granicy Egiptu, przy stratach nieprzekraczających dwóch tysięcy zabitych, rannych i zaginionych. Rozbitych zostało dziesięć dywizji włoskich, do niewoli dostało się 130 tys. ludzi. Graziani podał się do dymisji, a miejsce jego zajął gen. Italo Gariboldi. Włosi stracili 1000 dział i 400 czołgów. 22 stycznia 1941 roku, w wyniku dwudniowego szturmu wojsk brytyjskich, padł Tobruk – ważny port morski i baza zaopatrzeniowa armii włoskiej w Libii, w pobliżu granicy z Egiptem.
Wobec beznadziejnej sytuacji wojsk włoskich, Adolf Hitler postanowił wysłać do Afryki Północnej na pomoc sojusznikom wojska ekspedycyjne. Skierowanie Deutsches Afrika Korps do Libii odbyło się na prośbę włoskiego sztabu generalnego. Uzgodnił on z Oberkommando des Heeres i gen. Franzem Halderem podporządkowanie sił niemieckich dowództwu włoskiemu. Było to jednak podporządkowanie czysto teoretyczne. Gen. Erwin Rommel nie miał zamiaru słuchać rozkazów z Rzymu i energicznie przystąpił do działania.
24 marca 1941 roku wojska niemieckie i włoskie przeszły do ofensywy rychło przerwanej potężną burzą piaskową. Działania wznowiono 28 marca i już dwa dni później doszło do gwałtownych walk pod Marsa el Brega, a 1 kwietnia rozpoczęły się walki o Agedabię. W dniu 3 kwietnia linia brytyjskiej obrony została przełamana i Rommel mógł podzielić swoje siły na cztery grupy bojowe, które przeszły do pościgu za rozbitą brytyjską 2 Dywizją Pancerną. W ciągu następnego tygodnia zdobyto stolicę Cyrenajki – Bengazi, a poważniejszy opór Brytyjczycy zorganizowali dopiero w forcie Mechili, gdzie okrążono indyjską 3 Brygadę Piechoty, dowództwo 2 Dywizji Pancernej, australijski 3 Pułk Artylerii Przeciwpancernej oraz mniejsze oddziały. 8 kwietnia po trzydniowych walkach brytyjski garnizon został rozbity, a dzień wcześniej inna grupa bojowa, posuwająca się wzdłuż wybrzeża, zdobyła Dernę, gdzie do niewoli dostał się dowódca zimowej ofensywy wojsk brytyjskich, gen. Richard O’Connor.
Punktem zbiorczym wszystkich niemiecko-włoskich grup bojowych miał być Tobruk, lecz nie udało się zdobyć twierdzy z marszu, a wkrótce jej obrońców zasiliła australijska 9 Dywizja Piechoty. Poza tym wojska Osi musiały podzielić się na te, które stały pod Tobrukiem i na granicy z Egiptem. W tej sytuacji jednostki Afrika Korps musiały przystąpić do regularnego oblężenia.

## Preludium

### Obrońcy

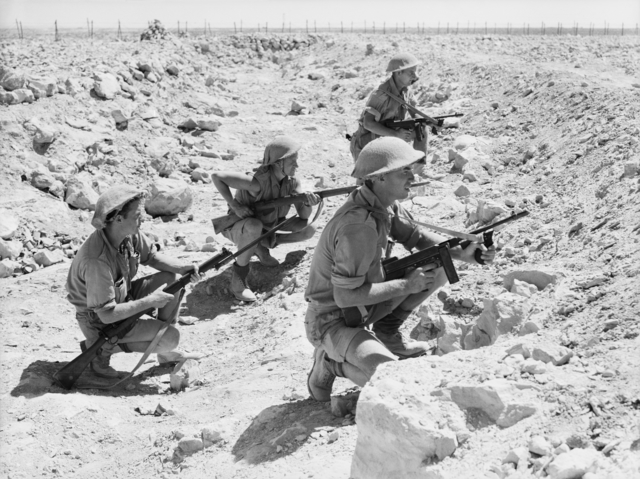
Żołnierze australijskiej 9 Dywizji Piechoty – Szczury Tobruku

W Tobruku początkowo broniła się australijska 9 Dywizja Piechoty gen. Leslie Morsheada wraz z 18 Brygadą z australijskiej 7 Dywizji Piechoty, czterema brytyjskimi pułkami artylerii, nie w pełni kompletną brytyjską 3 Brygadą Czołgów oraz indyjskim 18 Pułkiem Kawalerii. Cała załoga twierdzy liczyła około 36 tys. ludzi dysponujących 120 czołgami, 76 działami przeciwlotniczymi oraz sześcioma pułkami artylerii polowej i przeciwpancernej.
W drugiej połowie sierpnia, gdy zaczęto wycofywać oddziały australijskie, wzmocniono garnizon Tobruku za zgodą Naczelnego Wodza gen. Władysława Sikorskiego polską Samodzielną Brygadą Strzelców Karpackich oraz czechosłowackim 11 Batalionem Piechoty. We wrześniu zluzowano większość Australijczyków, którzy stracili ponad 3000 żołnierzy w walkach. Zastąpiono ich brytyjską 70 Dywizją Piechoty.

### Atakujący
Głównymi przeciwnikami „Szczurów Tobruku” były dywizje włoskie: Brescia, Pavia, Trento i Bologna oraz niemiecka 15 Dywizja Pancerna. Głównodowodzącym był, ale tylko teoretycznie, włoski generał Gastone Gambara. Faktycznie jednak dowodził gen. Erwin Rommel.

### Umocnienia Tobruku

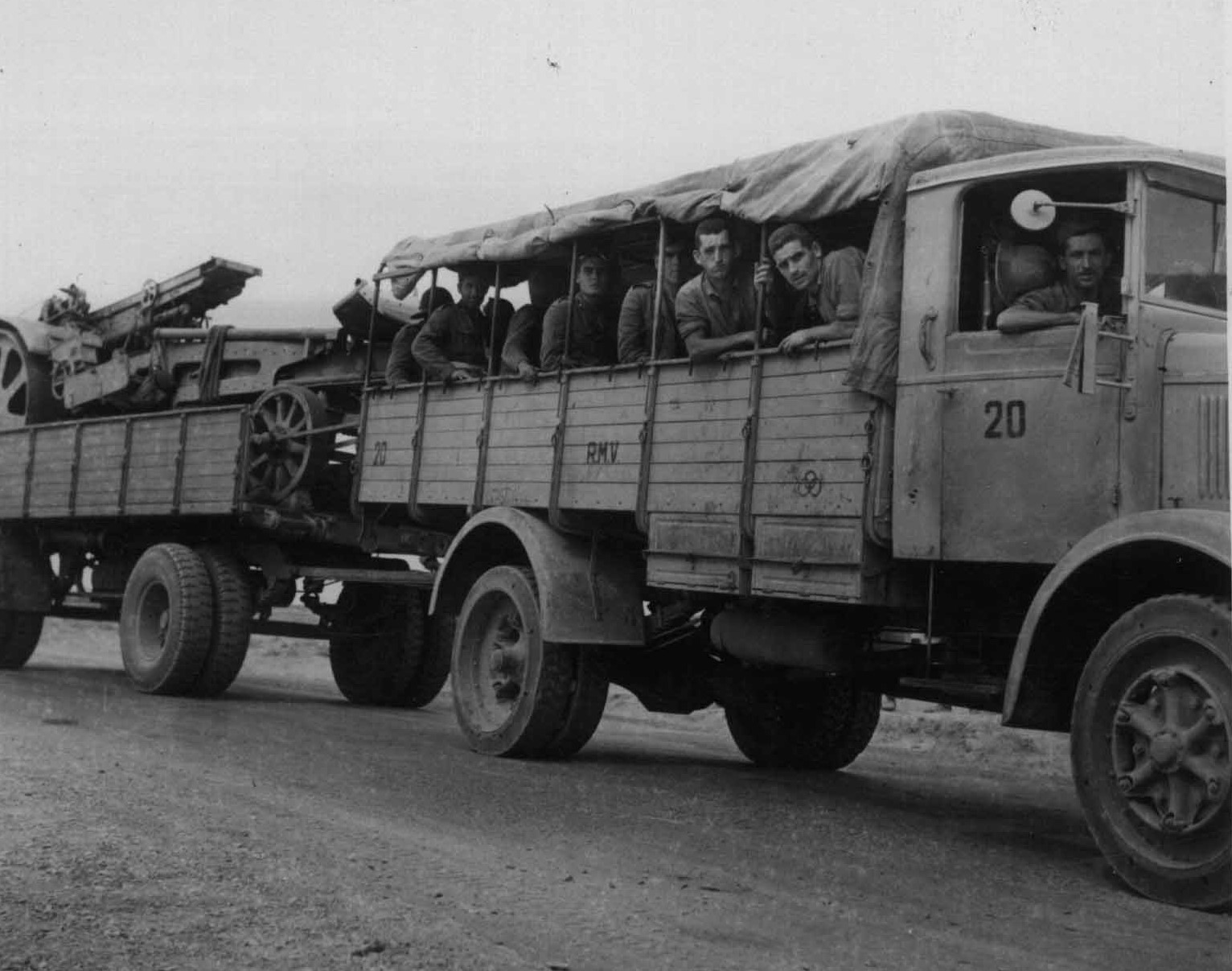
Włoskie wojska w drodze do Tobruku, 1941 r.

Prace nad umocnieniami wokół Tobruku rozpoczęto w marcu, wykorzystując stare włoskie umocnienia, dwie linie betonowych bunkrów oddalonych o 13–14 km od portu, tworząc pierścień obrony o długości ok. 48 km, wystarczająco daleko wysunięty poza samo miasto, aby port znalazł się poza zasięgiem artylerii wojsk Osi. Włosi zbudowali niewiele umocnień na drugiej linii obrony, z wyjątkiem skrzyżowania na drodze Bardija–El Adem, drut kolczasty był bardzo zużyty, a rów przeciwpancerny nie został ukończony. Alianci wybrali na kolejną linię obrony pierścień około 3,2 km od pierwszego obwodu i pracowali nad nim, podczas gdy oryginalna linia umocnień została odnowiona. Dwa bataliony australijskiej 24 Brygady Piechoty i nowo przybyła australijska 18 Brygada Piechoty obsadziły drugą linię obrony, a australijskie: 20 i 26 Brygady Piechoty objęły pozycję zewnętrzną do 9 kwietnia, podczas gdy nadal trwały prace nad umocnieniami. Po przybyciu do Tobruku trzy brygady australijskiej 9 Dywizji Piechoty zostały włączone do systemu obrony, a 18 Brygada znalazła się w rezerwie.
3 Brygada Pancerna została zreorganizowana w Tobruku i otrzymała uzupełnienia. Sprzęt i personel przysyłano z Egiptu drogą morską i składał się on z pułku samochodów pancernych, dwóch pułków z 15 czołgami lekkimi, 26 czołgami pościgowymi i czterema czołgami piechoty. W każdej brygadzie piechoty znajdowały się cztery pułki dział 25-funtowych, dwa pułki przeciwpancerne i kompania przeciwpancerna, a 4 Brygada Przeciwlotnicza miała 16 ciężkich i 59 lekkich dział, wszystkie oprócz dwóch dział Bofors rozmieszczonych wokół portu. Jednostki na zapleczu zgromadziły się w Tobruku, a 1⁄3 z 36-tysięcznego personelu to żołnierze garnizonowi lub maruderzy z różnych rozbitych jednostek. Pierwszy dowódca obrony twierdzy, australijski generał Leslie Morshead zaplanował aktywną obronę i podkreślił, że w przypadku batalionów odpowiadających za odcinek frontu o długości 8 km należy spodziewać się przełamania pozycji wszędzie tam, gdzie atakujący podejmą poważny wysiłek i że taki wyłom należy natychmiast zlikwidować, bo nie ma się dokąd wycofać.

## Obrona

### Okrążenie Tobruku
Do 8 kwietnia najbardziej wysunięte naprzód jednostki niemieckie dotarły do Derny, ale niektórym oddziałom, które przecięły linię Jebel Akhdar, zabrakło wody i paliwa już w Tengeder. Gen. Heinrich von Prittwitz und Gaffron, dowódca 15 Dywizji Pancernej, został wysłany z kolumną jednostek rozpoznawczych, przeciwpancernych, karabinów maszynowych i artylerii, aby zablokować wschodnie wyjście z Tobruku, gdy 5 Dywizja Piechoty Lekkiej Afrika ruszyła z południowego zachodu, a 27 Dywizja Piechoty Brescia zbliżała się z zachodu. 10 kwietnia Rommel uznał Kanał Sueski za cel Afrika Korps i nakazał zapobiec wyrwaniu się sił przeciwnika z Tobruku. Następnego dnia port został otoczony, ale pośpieszne natarcie zakończyło się porażką 5 Dywizji Piechoty Lekkiej po stronie wschodniej, grupy Prittwitza na południu (sam Prittwitz został zabity) i 27 Dywizji Piechoty Brescia na zachodzie. Jednostka rozpoznawcza udała się na Bardiję, a do Sollum wysłano mieszane siły, które próbowały dotrzeć do Mersa Matruh. Brytyjskie Siły Mobilne bryg. Williama Gotta na granicy od przełęczy Halfaya do Sidi Barrani przeprowadziły akcję opóźniającą wokół Sollum i fortu Capuzzo.

#### Droga do El Adem

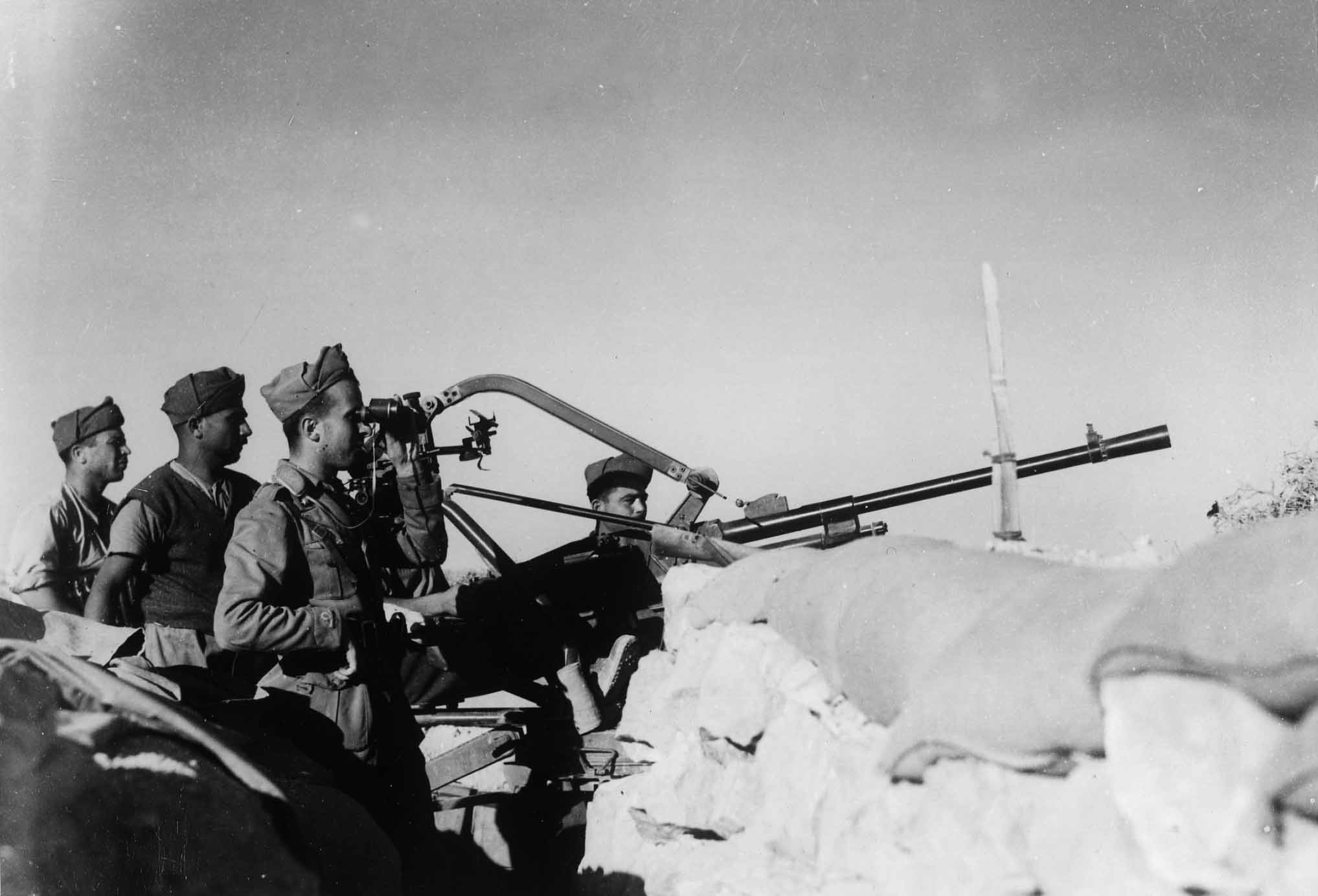
Włoscy strzelcy na pozycjach pod Tobrukiem

W dniach 11–12 kwietnia 5 Pułk Pancerny rozpoznał bojem obronę australijskiej 20 Brygady w pobliżu drogi do El Adem. Czołgi zostały powstrzymane przez ostrzał artyleryjski, a niemiecka piechota, która dotarła do rowu przeciwpancernego, wyparta stamtąd przez kontratak Australijczyków. Niemcy byli zaskoczeni, zakładając, że statek cumujący w Tobruku miał ewakuować garnizon i zaplanowali nocny atak 5 Dywizji Piechoty Lekkiej na 13–14 kwietnia. Grupy pojazdów Osi zostały zaatakowane przez 45 i 55 Dywizjon RAF-u, które uzbroiły się na lotniskach polowych wewnątrz pierścienia okrążenia. Atak rozpoczął się po zmroku, próbą przedostania się przez rów przeciwpancerny na zachód od drogi El Adem w sektorze australijskiego 2/17. batalionu, który ten atak odparł. Później Niemcy podjęli kolejną próbę i przed świtem utworzyli mały przyczółek, przez który przejechał 5 Pułk Pancerny i skręcił na północ, gotów do podzielenia się na jedną kolumnę uderzając w stronę portu i drugą na zachód, aby zatrzymać próby przebicia garnizonu przez pierścień okrążenia.
Niemieckie czołgi zostały zaatakowane przez 1 Pułk Królewskiej Artylerii Konnej i skręciły dalej, ale wjechały w sektor brytyjskich czołgów pościgowych, czekających w pozycji z ukrytym kadłubem. Rozpoczęły one ostrzał przeciwpancerny z trzech stron, niszcząc 16 z 38 czołgów i zmuszając przeciwnika do odwrotu. Australijska piechota trwała na swoich pozycjach i przygniotła ogniem niemiecką piechotę. W miarę wycofywania się nieprzyjaciela, wszystkie działa i samoloty w Tobruku ostrzeliwały tamtą okolicę, a niemiecki 8. batalion karabinów maszynowych stracił około 75 proc. swoich żołnierzy, w tym dowódcę Gustava Ponatha, podczas gdy obrońcy zaledwie 26 zabitych, 64 rannych, dwa czołgi i działo na zewnętrznym pierścieniu obrony. Ataki z południa zostały porzucone, a 5 Dywizja Piechoty Lekkiej okopała się, z Grupą Schwerina (przemianowaną po śmierci Prittwitza) na wschodzie.

#### Ras el Medauar
16 kwietnia Rommel poprowadził atak z zachodu, a 132 Dywizja Pancerna Ariete została wzmocniona przez 62 Pułk Piechoty 102 Dywizji Zmotoryzowanej Trident. Australijski 2/48. batalion kontratakował i wziął 803 jeńców włoskich. Rano 132 Dywizja Pancerna Ariete zaatakowała ponownie i niektóre jej czołgi dotarły do najbardziej wysuniętych australijskich posterunków, gdzie załogi zauważyły, że piechota nie poszła za nimi i wycofali się po stracie pięciu czołgów. Gen. Morshead nakazał garnizonowi wykorzystać dezorganizację sił Osi i ich niezdolność do szybkiego przemieszczania się na kamienistym gruncie, poprzez przeprowadzanie patroli i drobnych wypadów. 22 kwietnia kompania australijskiego 2/48. batalionu piechoty z trzema czołgami i oddziałem armat 25-funtowych napadła na wzgórze kontrolowane przez Grupę Fabrisa na południowy zachód od Ras el Medauar; atakujący zniszczyli dwa działa i wzięli 370 jeńców. W tym samym czasie kompania 2/23. batalionu przeszła przez drogę do Derny i w kosztownym ataku wzięła około 100 jeńców z 27 Dywizji Piechoty Brescia, co doprowadziło Niemców do pośpiesznego przeniesienia 15 Dywizji Pancernej z Trypolisu.

### Wojna powietrzna
Klęska ataków sił Osi w kwietniu znacznie poprawiła sytuację obrońców Tobruku, ale X Korpus Powietrzny wysłał w lutym 150–200 samolotów z Sycylii do Libii, zarówno myśliwców bombardujących, które latały w ciągu dnia, jak i średnich bombowców mogących bombardować zarówno w dzień, jak i w nocy takie obiekty jak: doki, budynki, stanowiska obrony przeciwlotniczej, baterie artylerii i lotniska polowe. Samoloty rozpoznawcze Westland Lysander i wszystkie załogi 6 i 73 Dywizjonu zostały wycofane do Egiptu. W ciągu dnia w porcie znajdowało się co najmniej 10 myśliwców Hawker Hurricane, a 19 kwietnia Hurricane'y z 73 i 274 Dywizjonu przechwyciły nalot Ju 87 Stuka eskortowanych przez myśliwce. Po kolejnych dwóch dniach 73 Dywizjon został zredukowany do pięciu samolotów w stanie używalności z bardzo zmęczonymi pilotami. Do 23 kwietnia 3 kolejne Hurricane'y zostały zestrzelone, kolejne 2 uszkodzone, a 25 kwietnia dywizjon został rozwiązany. Myśliwce 274 Dywizjonu pozostały w Gerawli, a 6 Dywizjonu w Tobruku, aby latać w taktycznych zwiadach rozpoznawczych. Osłonę myśliwską można było utrzymywać tylko na niektórych odcinkach przez 14 ostatnich Hurricane'ów dostępnych w Afryce; lotniska sił Osi w Gazali, Dernie i Beninie były bombardowane o zmierzchu i w nocy, aby ograniczyć ataki powietrzne sił Osi na Tobruk. Samoloty RAF-u latały na dalekich dystansach w celu zaatakowania niemieckich sił pancernych gromadzących się w pobliżu Tobruku na wczesnych etapach oblężenia. Na przykład 12 kwietnia 45 i 55 Dywizjon Bombowy z maszynami Bristol Blenheim, operujące z lotnisk w Egipcie, zaatakowały niemieckie formacje czołgów w pobliżu portu. Udało się w ten sposób rozbić przygotowywany niemiecki atak.
Raymond Collishaw, dowódca 204 Grupy RAF-u, napisał 24 kwietnia do marszałka lotnictwa Arthura Teddera. Jego zdaniem sytuacja w powietrzu gwałtownie się pogorszyła. Przybycie dwóch niemieckich skrzydeł myśliwskich (Jagdgeschwader 27 i Zerstörergeschwader 26) w pobliże Tobruku pozwoliło formacjom wroga dotrzeć na wysoki pułap w ciągu dziesięciu minut od ostrzeżenia o nalocie, pozostawiając brytyjskie myśliwe na niższych wysokościach i stwarzając dla nich duże zagrożenie. Zauważył, że nastąpiło „poważne zmniejszenie naszej siły myśliwskiej”. Bombardowania i operacje wsparcia powietrznego w początkowych fazach oblężenia były przeprowadzane przez Lehrgeschwader 1, III./Sturzkampfgeschwader 1 i II./Sturzkampfgeschwader 2. Collishaw zauważył agresję wykazaną przez lotnictwo Osi i poinformował Teddera, że 274 Dywizjon, który miał tylko 13 myśliwców dostępnych na dzień 23 kwietnia, stanowił większą część obrony myśliwskiej dla Egiptu i „nie lubił ich wysyłać do Tobruku”. Poprosił Teddera o radę. Marszałek lotnictwa Arthur Longmore przewodniczył Ministerstwu Lotnictwa w Londynie. Chciał działać z większą siłą i narzekał, że potrzebne są posiłki i świeży piloci, aby zastąpić wyczerpany 73 Dywizjon. Poinformował rząd, że aby utrzymać patrole w powietrzu, myśliwce zostały zmuszone do tankowania w Sidi Barrani, dając jednostkom lotniczym Osi wolną rękę do działania nad Tobrukiem, ale argumentując, że bez patroli w celu obrony dywizjonów tankujących na ziemi, byli „zakładnikami fortuny, na którą nas nie stać”.

### Wojna morska
Intensywność bitwy o przewagę powietrzną odzwierciedlała wojna lotnicza nad morzem, gdy Luftwaffe próbowała ograniczyć dostawy statków zaopatrujących obrońców. W marcu niszczyciele zostały wycofane z eskadry przybrzeżnej, aby eskortować konwoje do Grecji, a w kwietniu do eskadry dołączyły kolejne cztery statki. Po tym armia brytyjska wycofała się do Tobruku i na granicę, operacje przybrzeżne były prowadzone w nocy z 10 na 11 kwietnia przez kanonierki, które ostrzeliwały transporty wojsk i zaopatrzenia Osi na Via Balbia wokół lotnisk Bomba i Gambut, a nocą 12 kwietnia sześć niszczycieli i dwa krążowniki przemieściły się wzdłuż wybrzeża z Ras Tayones do Ras et Tin. Następnego dnia trzy okręty ostrzelały Sollum, a 15 kwietnia zbombardowano transport do Bardiji i fortu Capuzzo, ponieważ lotnisko Gazala zostało ponownie ostrzelane przez Niemców. Przez resztę kwietnia bombardowania Royal Navy trwały wzdłuż libijskiego wybrzeża, wymierzone w lotniska i porty leżące w bezpośredniej bliskości nadmorskiej drogi Via Balbia. Przeprowadzono także rajd komandosów na Bardiję. W okresie od 11 kwietnia do 10 grudnia z Tobruku wywieziono 47 280 rannych, przywieziono 34 113 żołnierzy i dostarczono 34 491 ton zaopatrzenia; 34 okręty zostały zatopione, a 33 uszkodzone.

#### Rajd na Bardiję
Rajd na Bardiję został zaplanowany na noc 19/20 kwietnia, a wykonany przez Batalion „A” Layforce, aby zakłócić linie komunikacyjne wojsk Osi oraz uszkodzić ich instalacje i sprzęt. Siły desantowe popłynęły w rejon akcji na pokładzie HMS „Glengyle”, eskortowane przez krążownik przeciwlotniczy HMS „Coventry” i niszczyciele HMAS „Stuart”, „Voyager” i „Waterhen”. Komandosi batalionu „A” i oddział czołgów z Królewskiego Pułku Czołgów mieli wylądować na czterech plażach z LCA. Podczas zbliżania się do celu nie było żadnych świateł, które mogłyby ich poprowadzić, ponieważ wysunięta sekcja łodzi sygnałowych została opóźniona, kiedy ich okręt podwodny HMS „Triumph” musiał zanurkować i podjąć unik, gdy został omyłkowo zaatakowany przez aliancki samolot. Natomiast po przybiciu do brzegu jeden LCA nie mógł obniżyć rampy, a pozostałe miały z tym trudności. W wyniku tych problemów główne siły spóźniły się i wylądowały na niewłaściwych plażach, choć bez oporu ze strony wroga. Na brzegu żołnierze odkryli, że w porcie nie ma sił Osi, a błędne dane wywiadu doprowadziły do tego, że niektóre ważne cele zostały pominięte, a inne okazały się nie istnieć. Komandosi zniszczyli włoski skład zaopatrzenia i przybrzeżną baterię artyleryjską przed ponownym wejściem na pokład. 70 żołnierzy zgubiło się jednak, trafiło na niewłaściwą plażę ewakuacyjną i zostało pojmanych.

### Bitwa o wybrzuszenie

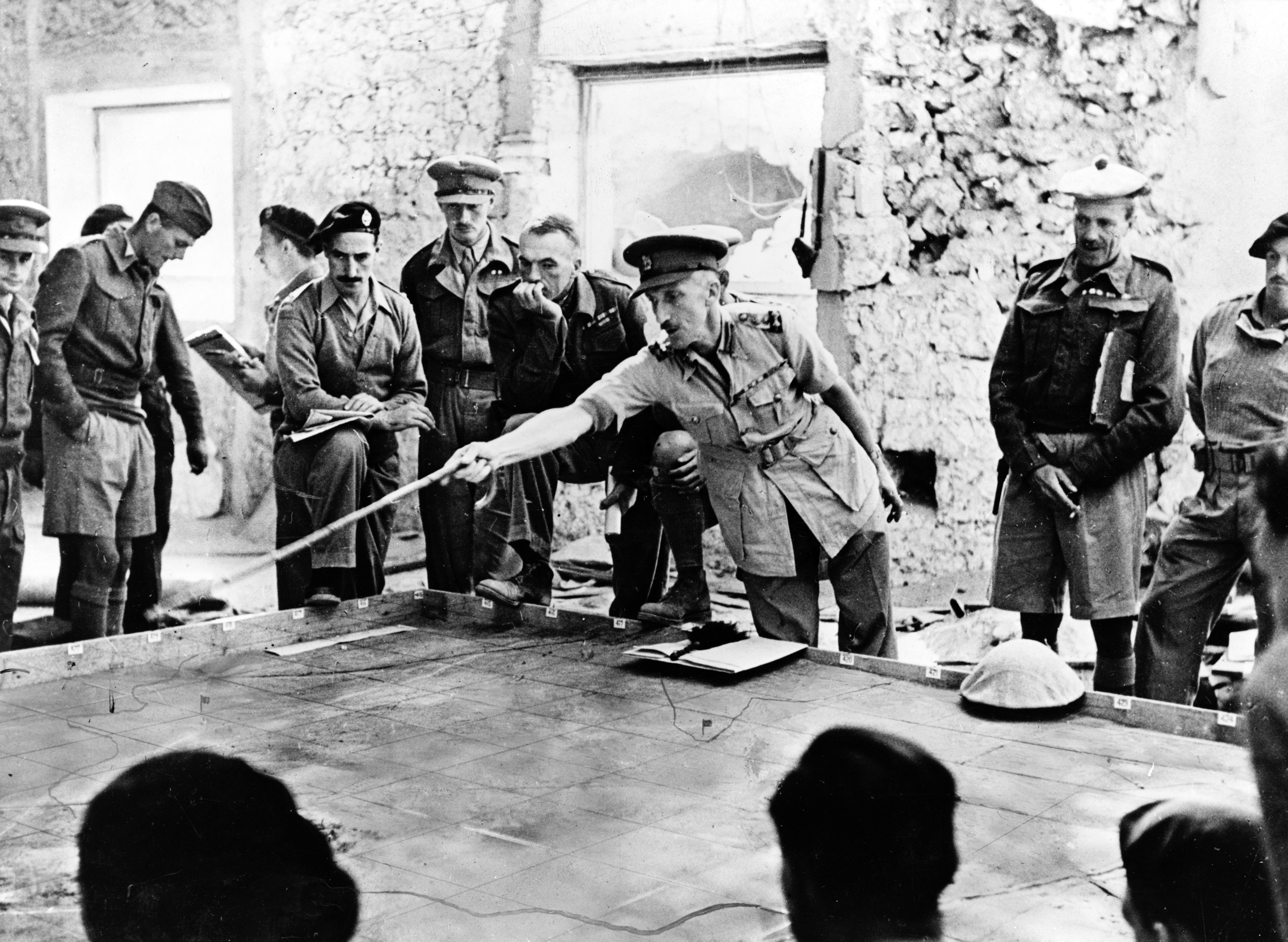
Brytyjscy oficerowie planują na mapie sztabowej operacje z użyciem czołgów

Po nieudanych próbach zdobycia Tobruku z marszu, Comando Supremo i Oberkommando der Wehrmacht zgodziły się, że miasto powinno zostać wzięte, a zapasy powiększone, zanim będzie można wznowić wyprawę do Egiptu. Rommel pomyślał, że Tobruk może zostać zdobyty tylko przez zorganizowany atak, który nie może się rozpocząć, dopóki jednostki wsparcia nie pojawią się w okolicy, a Luftwaffe nie zostanie wzmocnione, zwłaszcza samolotami transportowymi do przewozu amunicji, paliwa i wody. 27 kwietnia gen. Friedrich Paulus, zastępca szefa sztabu generalnego, przybył z Oberkommando des Heeres w Berlinie, aby przesłuchać Rommla w sprawie jego zamiarów, przekonać go co do tego, że nie otrzyma więcej posiłków i prognozować możliwości obrony obszaru, jeśli Sollum zostanie utracone. Paulus odmówił zezwolenia na atak zaplanowany na 30 kwietnia, dopóki nie przestudiował sytuacji i 29 kwietnia zezwolił na kontynuację ataku, podobnie jak Gariboldi, który przybył 28 kwietnia. Nie przewidziano bardziej ambitnych celów niż zabezpieczenie pozycji sił Osi na granicy egipskiej, od oazy Siwa na północ do Sollum.
Garnizon Tobruku kontynuował prace nad umocnieniami i rozstawiał pola minowe, pierwsze na południowym zachodzie, pomiędzy zewnętrznym a wewnętrznym pierścieniem obrony. Pośród 5100 ton zapasów wyładowanych w ciągu miesiąca dostarczono dwanaście czołgów piechoty, pomimo bombardowania portu przez samoloty Osi i zatonięcia dwóch statków dostawczych. Atak wojsk niemiecko-włoskich miał nastąpić na południowym zachodzie, po obu stronach wzgórza Ras el Medauar, około dwa tygodnie po poprzedniej próbie, przy użyciu 5 Dywizji Piechoty Lekkiej po prawej i 15 Dywizji Pancernej po lewej, mimo że dopiero niedawno przybyła ona do Afryki. O godz. 20:00 30 kwietnia dywizje miały wedrzeć się w obronę Tobruku, a następnie grupy szturmowe z dywizji Ariete i Brescia, aby zwinąć flanki. Niemiecka piechota posunie się naprzód, aby rozeznać okolicę fortu Pilastrino i sprawdzić, czy atak można kontynuować aż do portu. Jeśli nie, włoska piechota okopałaby się po bokach, a artyleria zostałaby przesunięta do przodu w celu wznowienia ataku następnego dnia.

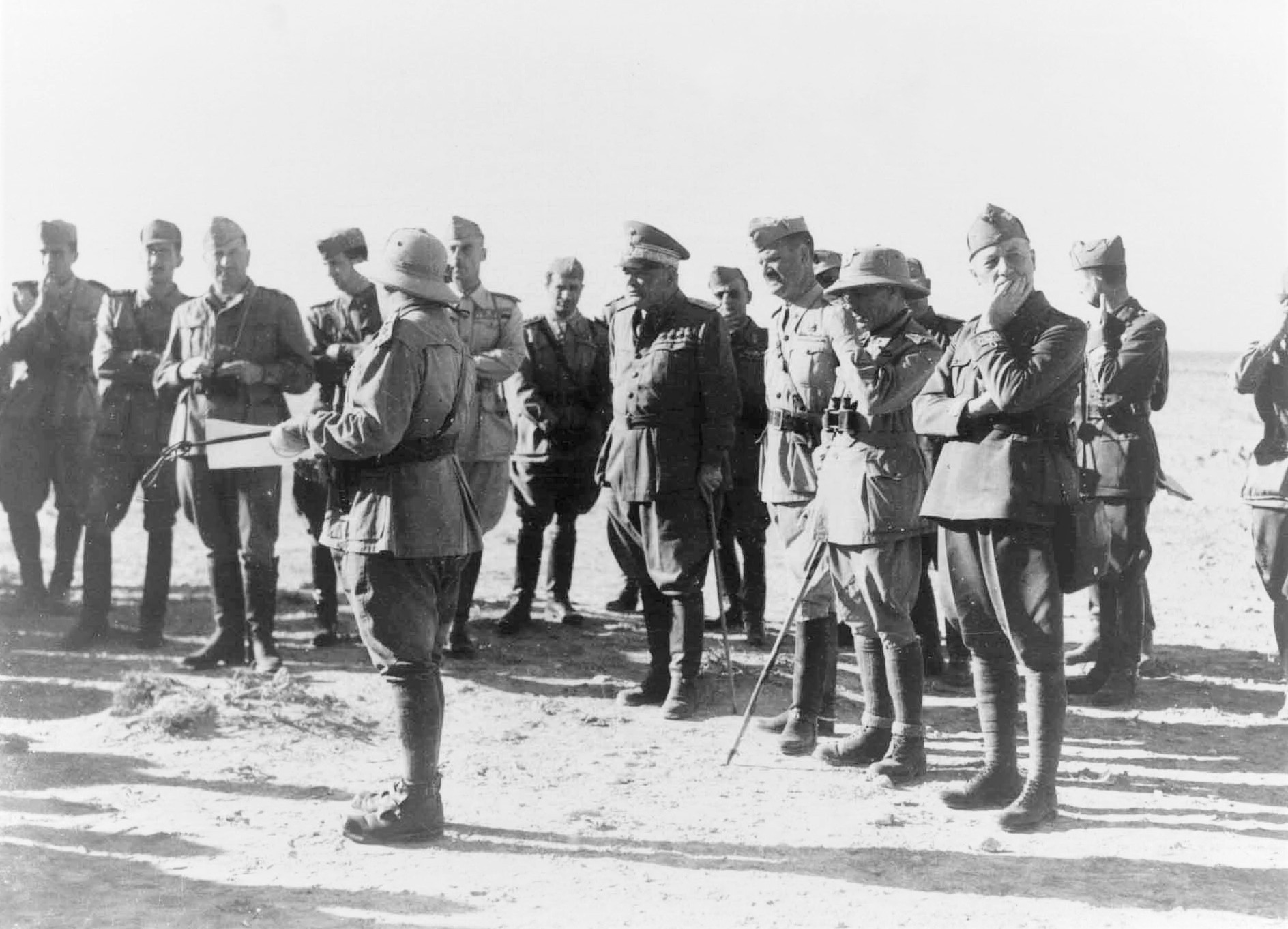
Grupa włoskich oficerów, w tym generałowie Gastone Gambara i Alessandro Piazzoni, niedaleko Tobruku jesienią 1941 r.

Atak nastąpił w rejonie australijskiej 26 Brygady, która miała w linii bataliony 2/23 i 2/24 oraz batalion 2/48 na Wadi Giaida. Australijczycy spodziewali się ataku po tym, jak spadły na nich bombardowania i ostrzał artyleryjski 29 kwietnia. Posterunki po obu stronach Ras el Medauar zostały ostrzelane i zbombardowane, a wojska niemieckie zaczęły skokami przemieszczać się do przodu, pod osłoną pyłu i gęstniejącej ciemności. O 21:30 Niemcy zdobyli mały przyczółek zgodnie z planem, ale kilka stanowisk australijskich przetrwało, oddział zwiadowczy zaginął, a wojska włoskie nie były w stanie osiągnąć swoich celów. Noc minęła w zamieszaniu, gdy Niemcy próbowali się zreorganizować, oczyścić Ras el Medauar i zaatakować na południowy zachód wzdłuż perymetru. Nowy atak nie powiódł się, a rano niektóre australijskie stanowiska wciąż się utrzymywały.
Położyła się gęsta mgła, a niemieckie czołgi ruszyły na wschód zamiast na południowy wschód, a następnie wpadły na nowe pole minowe, gdzie zostały zaatakowane przez działa przeciwpancerne i odparte. Czołgi 15 Dywizji Pancernej próbowały jechać na północ, ale uniemożliwił im to ogień przeciwpancerny. Nie pozostały już żadne niemieckie rezerwy, a najbardziej wysunięte jednostki znajdowały się na południe od Wadi Giaida, zmęczone i odizolowane w burzy piaskowej. Paulus uznał, że atak się nie powiódł, a Rommel postanowił zaatakować na prawo w celu rozszerzenia wyłomu. Po południu niemieckie czołgi zaatakowały na południowy wschód w kierunku Bir el Medauar, a gen. Morshead posłał 15 czołgów pościgowych i 5 czołgów piechoty do kontrataku. Niemiecki atak został zatrzymany za cenę utraty pięciu brytyjskich czołgów, a wieczorem australijski 2/48. batalion kontratakował w Ras el Medauar, ale spotkał się z determinacją przeciwnika i został odparty. W ciągu dnia 73 i 274 Dywizjony utrzymywały patrole nad tym obszarem, a rankiem 2 maja walki wokół Wadi Giaida trwały wciąż w burzy piaskowej, podczas gdy wojska niemieckie próbowały poruszać się naprzód. W nocy 3 maja australijska 18 Brygada przeprowadziła kontratak siłami dwóch batalionów, które utraciły koordynację, zawiodły i zostały wycofane, aby uniknąć złapania na otwartej przestrzeni o świcie.
Atakujące wojska Osi zdołały opanować pozycje obronne pierwszej linii na odcinku 4,8 km, do maksymalnej głębokości 3,2 km i zdobyły wzniesienie przydatne jako późniejsza baza wypadowa i dobry punkt obserwacyjny, za cenę utraty 650 żołnierzy niemieckich i 500 włoskich. 8 Pułk Bersaglieri ze 132 Dywizji Pancernej Ariete zajął większość pozycji Australijczyków. Paulus rozkazał, aby nie dokonywać kolejnych ataków, chyba że alianci ewakuują port. Afrika Korps miał utrzymać Cyrenajkę bez względu na to, kto będzie kontrolować Sollum, Bardiję czy Tobruk, a nowa linia frontu miała zostać ustalona dalej, w Gazali. W raporcie z 12 maja Paulus napisał, że należy wzmocnić komunikację morską pomiędzy Włochami a Libią, wszelkie jednostki powietrzne i przeciwlotnicze wysyłane do Libii powinny być niemieckie, a armia w Libii potrzebowała najpierw amunicji, paliwa i żywności, a następnie większej liczby pojazdów przed wysyłką większej liczby ludzi, spośród których załogi średniej artylerii i dział przeciwpancernych powinny mieć pierwszeństwo. Tymczasem garnizon w Tobruku zajął się rutynowymi patrolami, rajdami i drobnymi atakami, niektórych podejmowanych w celu odzyskania pozycji w Medauar, a innych w związku z operacjami brytyjskich Sił Pustyni Zachodniej.

#### Twin Pimples Raid

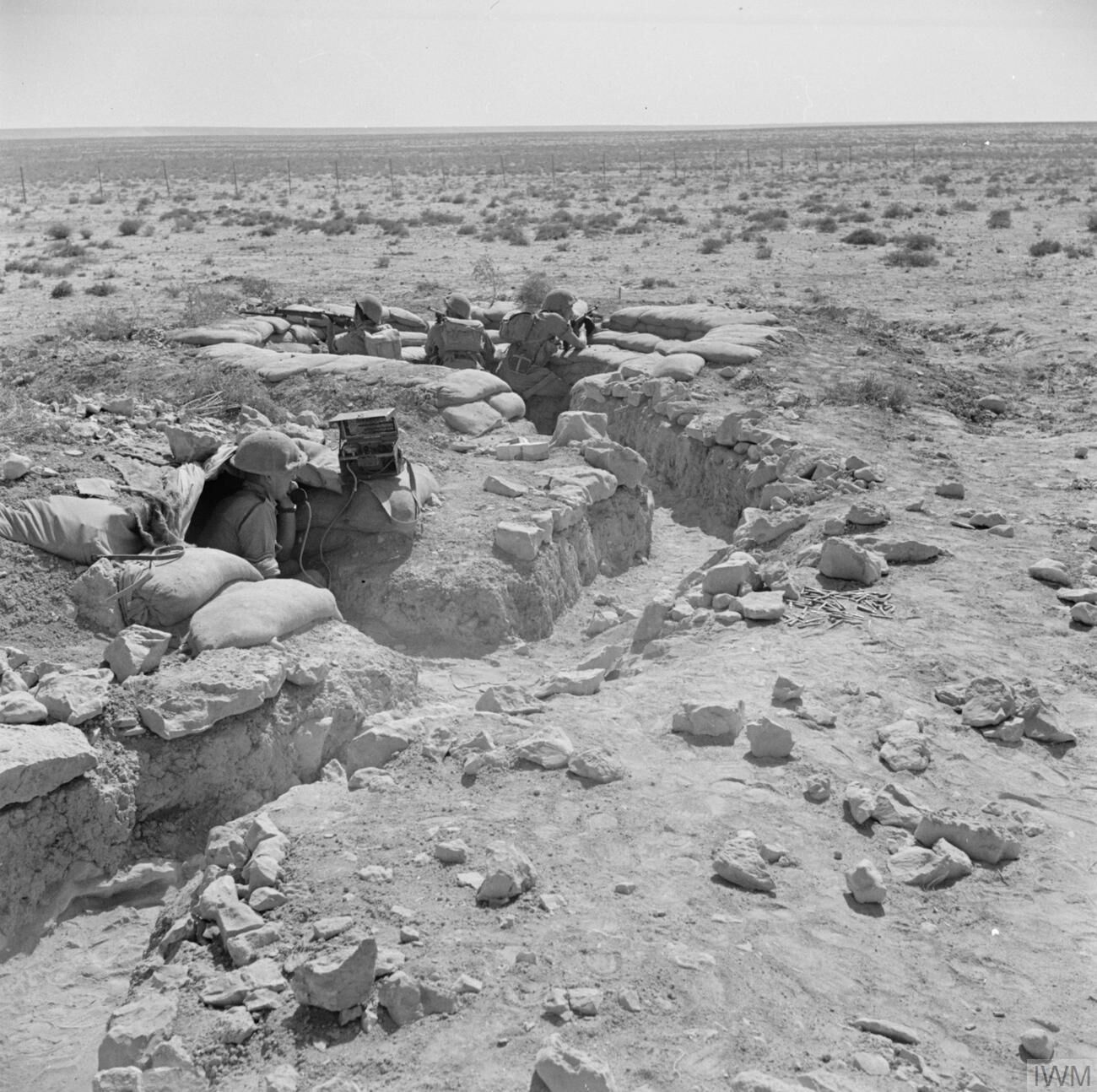
Australijskie okopy na zewnętrznym obwodzie obrony Tobruku

The Twin Pimples (dwa pryszcze) to angielska nazwa punktu umocnionego poza Tobrukiem, na dwóch wzgórzach położonych blisko siebie, z których można było obserwować obwód obrony Tobruku. Był on w posiadaniu włoskiej armii, a 18 Pułk Kawalerii King Edward's Own (zwykle część indyjskiej 3 Brygady Zmotoryzowanej) utrzymywał pozycje naprzeciwko. Do przeprowadzenia ataku na Twin Pimples została wybrana 8. kompania komandosów, która przez kilka dni przeprowadzała patrole z Hindusami w celu rozpoznania terenu. 18 Pułk Kawalerii miał dokonać dywersji, podczas gdy 43 żołnierzy 8. kompanii komandosów i kilku australijskich inżynierów przekroczyło włoskie pozycje i trasę zaopatrzeniową, aby zaatakować Twin Pimples od tyłu.
Komandosi zbliżyli się o 23:00 w nocy 17/18 lipca i przekroczyli linie włoskie niezauważeni. Przy drodze zaopatrzeniowej ukrywali się, czekali do 1:00 w nocy i ruszyli naprzód tuż przed dywersją 18 Pułku Kawalerii. Dywersja przyciągnęła ogień włoskich karabinów maszynowych i flary wstrzeliwane z pistoletów sygnałowych, kiedy komandosi dotarli na odległość 27 m od Twin Pimples przed hasłem, na które mieli zaatakować komandosi. Użyto hasła Jock w momencie, gdy atakujący zajęli stanowiska, a Włosi zostali szybko pokonani. Australijscy inżynierowie podłożyli materiały wybuchowe na kilku moździerzach i zapasach amunicji. Plan zakładał, że rozpoczęcie otwarcia ognia zajmie włoskiej artylerii 15 minut, lecz atakujący byli już w odległości około 91 m, kiedy rozpoczął się włoski ostrzał.

## Odsiecz

### Operacja Brevity
Operacja Brevity (15–16 maja) była ograniczoną ofensywą mającą na celu zniszczenie sił Osi i zapewnienie pozycji wyjściowej do generalnej ofensywy w kierunku Tobruku. Alianci zaatakowali mieszanymi siłami piechoty i czołgów w trzech kolumnach, uchwycili szczyt przełęczy Halfaya, Bir Waira i Musaida, po czym nacierali dalej i zajęli fort Capuzzo. Grupa poruszająca się wzdłuż wybrzeża nie zdołała jednak zdobyć dna przełęczy Halfaya. Garnizon po wschodniej stronie obrony Tobruku został wzmocniony na wypadek niemieckiego kontrataku mającego na celu odzyskanie Musaidy. Grupa nadbrzeżna ostatecznie przekroczyła przełęcz, ale następnego dnia alianci zostali zmuszeni do wycofania w obliczu niemieckich kontrataków do linii od Sidi Omara do Sidi Suleimana i Sollum, co pozostawiło wszystko oprócz przełęczy Halfaya w rękach niemieckich. 26 maja operacja Skorpion, niemiecki atak na przełęcz, zakończył się sukcesem i alianci zostali wyrzuceni również stamtąd. Podczas Operacji Brevity nie udało się osiągnąć większości celów, tylko na krótko utrzymano przełęcz Halfaya. Alianci stracili 206 ofiar, pięć czołgów zniszczonych, a 13 uszkodzonych. Niemieckie ofiary to 258 ludzi, trzy czołgi zniszczone i kilka uszkodzonych. Włosi ponieśli 395 ofiar, z których 347 stanowili jeńcy. 12 maja konwój Tygrys stracił jeden statek i przybył do Aleksandrii z 238 czołgami, aby ponownie wyposażyć 7 Dywizję Pancerną, a także z 43 samolotami; 28 maja rozpoczęto planowanie operacji Battleaxe.

### Operacja Battleaxe

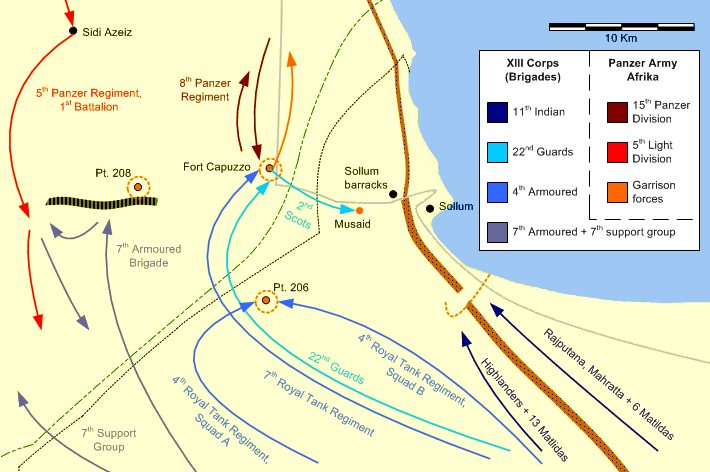
Operacja Battleaxe (dzień 1)

Operacja Battleaxe (15–17 czerwca) miała na celu przerwanie oblężenia Tobruku i zdobycie wschodniej Cyrenajki. Atak miał zostać przeprowadzony przez 7 Dywizję Pancerną i mieszaną siłę piechoty i czołgów opartą na dowództwie indyjskiej 4 Dywizji Piechoty, z dwiema brygadami. Piechota miała atakować w rejonie Bardiji, Sollumu, Halfaya i fortu Capuzzo, a czołgi strzegły południowej flanki. Garnizon Tobruk miał pozostać w gotowości, ale nie atakować, dopóki XIII Korpus się nie zbliży. Atak na przełęcz Halfaya nie powiódł się, jedynie punkt 206, jeden z trzech grzbietów Hafida, został zdobyty.
Pod koniec dnia 15 czerwca tylko 48 brytyjskich czołgów pozostało w stanie używalności, a następnego dnia niemiecki kontratak zmusił aliantów do wycofania się z zachodniej flanki, ale został odparty w centrum; siły aliantów zmniejszyły się do 21 czołgów pościgowych i 17 czołgów piechoty. 17 czerwca alianci uniknęli okrążenia dwóch pułków pancernych i zakończyli operację. Alianci ponieśli 969 ofiar, 27 czołgów pościgowych i 64 czołgi piechoty zostały obezwładnione lub zepsuły się i zostały zgubione na pustyni; RAF stracił 36 samolotów. Straty niemieckie wyniosły 678 ludzi (straty włoskie nie są znane), 12 czołgów i 10 samolotów. Gen. Wavell, gen. Noel Beresford-Peirse, dowódca XIII Korpusu i gen. Michael O'Moore Creagh, dowódca 7 Dywizji Pancernej, zostali zwolnieni ze swoich stanowisk, a Auchinleck objął stanowisko naczelnego dowódcy Bliskiego Wschodu.

#### Odwrót Australijczyków

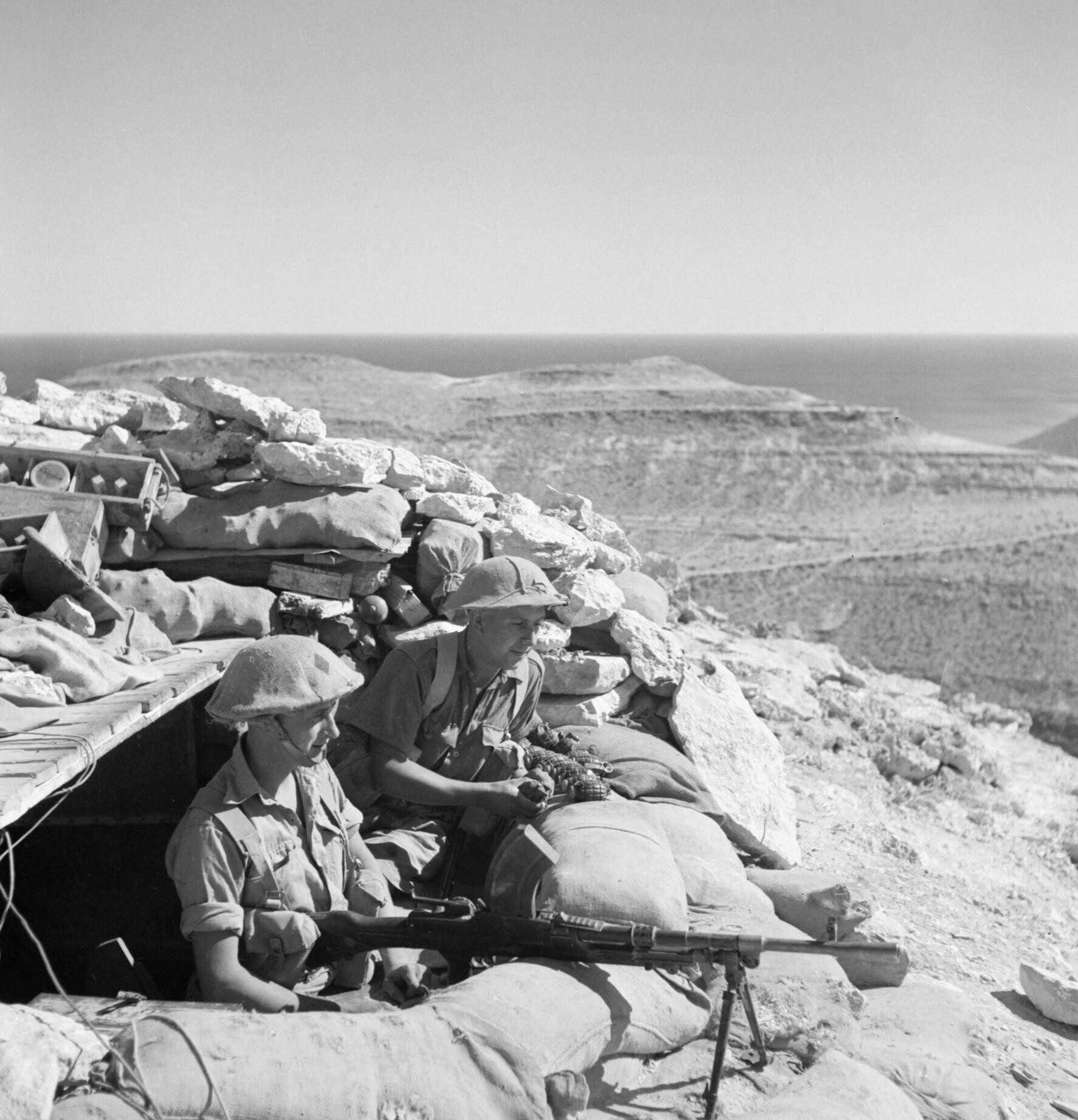
Żołnierze 2. batalionu Pułku Leicestershire w obronie Tobruku, 10 listopada 1941 r.

W połowie 1941 r. gen. Thomas Blamey, jako dowódca Australijskich Sił Imperialnych, przy wsparciu rządu Australii poprosił o wycofanie 9 Dywizji Piechoty z Tobruku. Blamey napisał, że stan dywizji australijskiej pogorszył się „do tego stopnia, że nie była już w stanie oprzeć się atakowi”; chciał także zjednoczyć siły australijskie na Bliskim Wschodzie. Auchinleck zgodził się, ale zauważył, że tak duży ruch wojsk może być wykonany jedynie przez szybkie okręty wojenne w czasie nowiu, aby uniknąć ataków z powietrza. Flota Śródziemnomorska była w tym czasie zajęta gdzie indziej, Dywizjon Przybrzeżny przewoził zapasy do Tobruku i przygotowywano operację Crusader. Australijski odwrót rozpoczął się w sierpniowym okresie nowiu, a w zamian za nich od 19–29 sierpnia wylądowało na brzegu 6116 żołnierzy polskiej Samodzielnej Brygady Strzelców Karpackich gen. Stanisława Kopańskiego i czechosłowackiego 11 Batalionu Piechoty, a także 1318 ton zaopatrzenia.
Royal Navy zabrała 5040 żołnierzy australijskiej 18 Brygady Piechoty i indyjskiego 18 Pułku Kawalerii King Edward's Own na trzech niszczycielach, stawiaczu min i jednym niszczycielu wypełnionym zapasami, z eskortą krążowników jako okrętów przeciwlotniczych; krążownik i niszczyciel zostały uszkodzone. W dniach 19–27 września przybyły: brytyjska 16 Brygada Piechoty, 70 Dywizja Piechoty gen. Ronalda Scobiego, sztab 32 Armijnej Brygady Pancernej i 4 Królewski Pułk Pancerny z 6308 żołnierzami i ponad 2032 tonami zaopatrzenia, a 5989 żołnierzy australijskiej 24 Brygady Piechoty ewakuowano bez strat. W dniach 12–25 października dostarczono resztę 70 Dywizji Piechoty i wycofano większość Australijczyków. Straty statków podczas normalnych transportów dostaw zmusiły do pozostawienia australijskiego 2/13. batalionu i dwóch kompanii 2/15. batalionu w Tobruku. Dowództwo garnizonu Morshead przekazał Scobiemu.

### Operacja Crusader

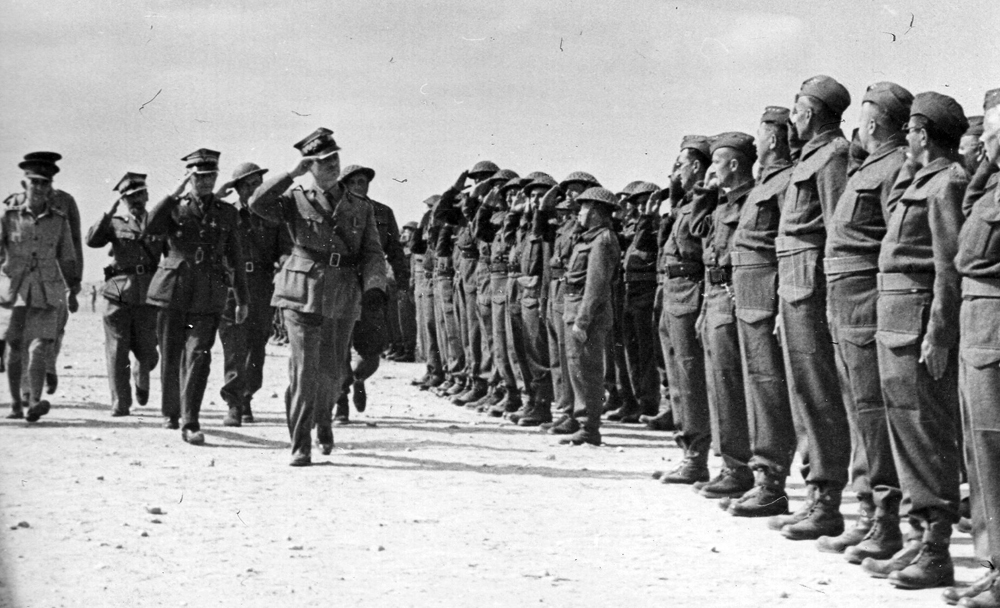
Naczelny Wódz gen. Władysław Sikorski wizytuje polskich żołnierzy w Tobruku

Operacja Crusader rozpoczęła się 18 listopada 1941 r. od ruchu oskrzydlającego, który doprowadził 8 Armię na odległość 48 km od zewnętrznego obwodu obrony Tobruku. Planowano, że 21 grudnia 70 Dywizja Piechoty wyrwie się z Tobruku, aby przeciąć niemiecką linię komunikacyjną dla żołnierzy na granicy na południowym wschodzie. 7 Dywizja Pancerna posunie się w tym czasie od Sidi Rezegh, by spotkać się z oddziałami garnizonu i zrolować pozycje wojsk Osi wokół Tobruku. Nowozelandzka 2 Dywizja Piechoty, dołączona do XIII Korpusu, skorzysta wtedy z odwrócenia uwagi niemieckiej 21 i 15 Dywizji Pancernej i przesunie się w rejon Sidi Azeiz, z widokiem na obronę wojsk Osi w Bardiji. Atak 70 Dywizji Piechoty zaskoczył Rommla, który nie docenił wielkości garnizonu i liczby czołgów w Tobruku. Trójstronny atak 2 Pułku King's Ow na prawej flance, 2. batalionu Black Watch pośrodku i 2 Pułku Queen's Own na lewej flance, posunął się naprzód, aby zdobyć serię umocnionych punktów prowadzących do Ed Duda.
Do południa alianci przeszli około 5,6 km w kierunku Ed Duda na głównej drodze zaopatrzeniowej, gdzie zatrzymali się, gdy stało się jasne, że 7 Dywizja Pancerna nie nadejdzie. Centralny atak Black Watch obejmował szarżę pod potężnym ostrzałem z karabinów maszynowych na punkt umocniony Tygrys, który zabrał 201 ofiar. 22 listopada gen. Scobie nakazał konsolidację pozycji i poszerzenie korytarza, gotowego na przejście 8 Armii. 2 Pułk York and Lancaster ze wsparciem czołgów zajął pozycję Lion, pozostawiając lukę o długości 7400 m pomiędzy korytarzem a Ed Duda. 26 listopada Scobie rozkazał przeprowadzić atak na grzbiet Ed Duda, a we wczesnych godzinach porannych 27 listopada garnizon Tobruku opanował grzbiet, a później spotkał niewielki oddział Nowozelandczyków zbliżających się z południa. 7 Dywizja Pancerna planowała atak na północ do Tobruku o 8:30 rano 21 listopada. O 7:45 patrole zgłosiły przybycie z południowego wschodu około 200 czołgów. 7 Brygada Pancerna i bateria artylerii polowej odwróciły się, aby sprostać temu zagrożeniu i bez czołgów atak Grupy Wsparcia na północ nie powiódł się; do końca dnia 7 Brygada Pancerna miała już tylko 40 ze 160 czołgów.

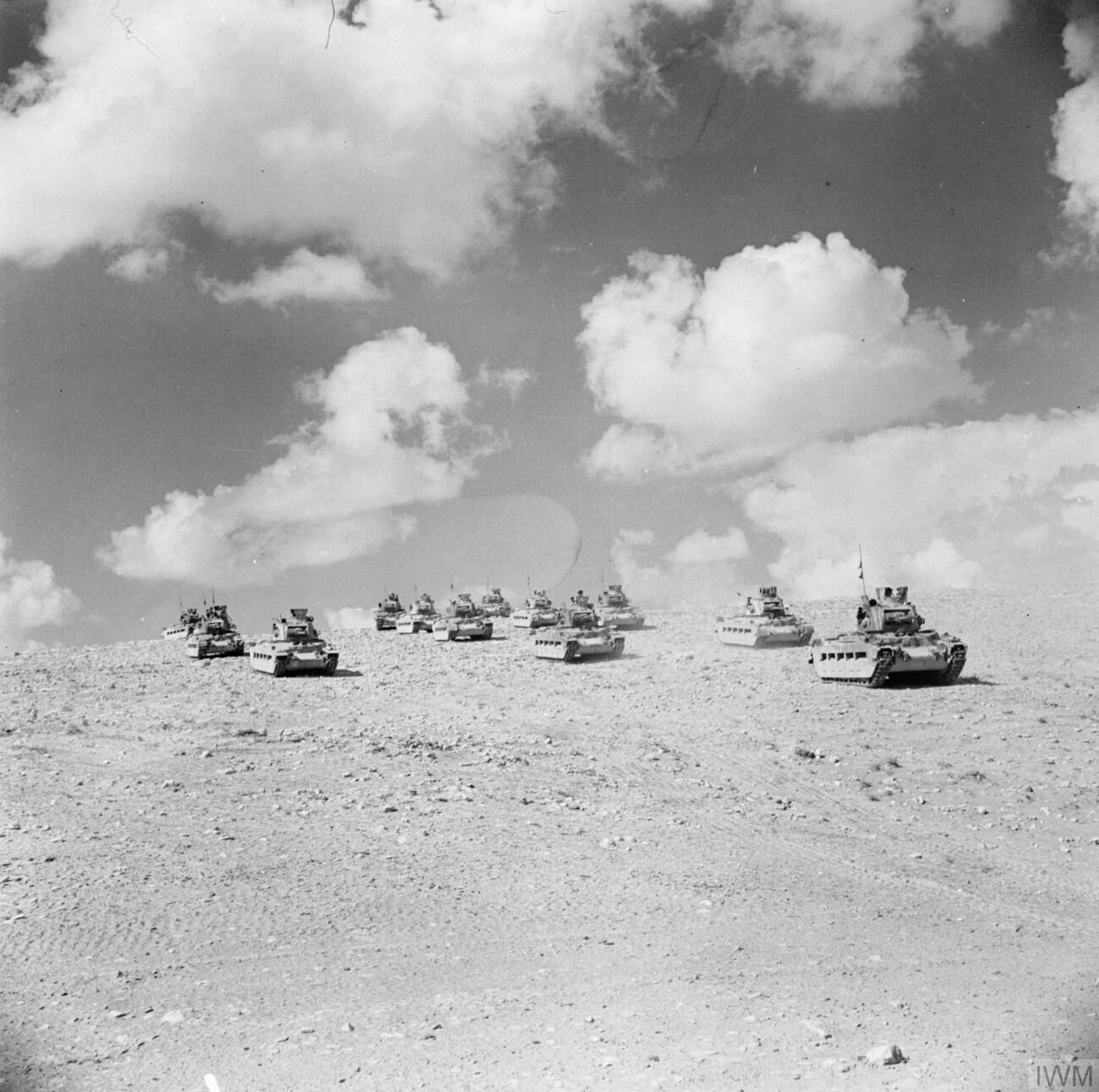
Czołgi Matilda w Tobruku, wrzesień 1941 r.

22 listopada dywizja Bologna odrzuciła atak z Tobruku w kierunku Sidi Rezegh, a następnego dnia Rommel wysłał Afrika Korps w kierunku granicy egipskiej, aby wykorzystać zwycięstwo i zniszczyć XXX Korpus. Uderzenie trafiło jednak w próżnię; czołgi pojechały na pustą pustynię, co dało 8 Armii czas na przegrupowanie i dozbrojenie. Afrika Korps został wysłany z powrotem do Tobruku, gdzie inicjatywę zdobyła nowozelandzka 70 Dywizja Piechoty. W południe 27 listopada niemiecka 15 Dywizja Pancerna dotarła do Bir el Chleta i spotkała 22 Brygadę Pancerną (zredukowaną do pułku złożonego z mniej niż pięćdziesięciu czołgów), do której dołączyła później 4 Brygada Pancerna. Gdy zapadła noc, brytyjskie czołgi wyłączyły się z walki, a dywizja nowozelandzka, walcząca na południowo-wschodnim krańcu korytarza do Tobruku, została zagrożona przez Afrika Korps. 4 grudnia Rommel zaatakował Ed Duda i został odparty przez 14 Brygadę Piechoty ze składu 70 Dywizji Piechoty. Rommel nakazał wycofanie się ze wschodniego krańca obrony Tobruku, aby skoncentrować się przeciwko XXX Korpusowi na południu. 7 grudnia 4 Brygada Pancerna zaatakowała 15 Dywizję Pancerną i obezwładniła jedenaście czołgów. Rommel 5 grudnia został powiadomiony przez Comando Supremo, że zaopatrzenie nie ulegnie poprawie do końca miesiąca, kiedy to rozpoczęły się dostawy lotnicze z Sycylii. Rommel postanowił porzucić Tobruk i wycofać się do Gazali, co doprowadziło do przerwania oblężenia Tobruku i zajęcia Cyrenajki przez aliantów.

## Następstwa

### Analiza
Przez większą część oblężenia Tobruk był broniony przez australijską 9 Dywizję Piechoty i oddziały towarzyszące. Gen. Archibald Wavell, naczelny dowódca Bliskiego Wschodu, nakazał Morsheadowi bronić portu przez osiem tygodni; Australijczycy utrzymywali się przez ponad pięć miesięcy, zanim zaczęli być stopniowo wycofywani we wrześniu i zastępowani przez brytyjską 70 Dywizję Piechoty, polską Brygadę Karpacką i czechosłowacki 11 Batalion Piechoty. Świeży obrońcy utrzymali Tobruk, dopóki nie wyrwali się przez pierścień oblężenia 21 listopada i utrzymywali otwarty 13-kilometrowy korytarz przez kilka dni, a następnie zdobyli Ed Duda 26 listopada, aby połączyć się z nacierającą 8 Armią podczas operacji Crusader.
Serwis promowy Tobruku, składający się z okrętów Royal Navy i Royal Australian Navy, odegrał ważną rolę w obronie Tobruku, zapewniając wsparcie ogniowe, dostawy zaopatrzenia, świeżego wojska i odsyłając rannych na tyły. Kontrola nad Tobrukiem była przydatna dla aliantów, ponieważ był to jedyny znaczący port na wschód od Bengazi i na zachód od Aleksandrii. Oblężenie Tobruku było pierwszą sytuacją w czasie II wojny światowej, kiedy niemieckie jednostki pancerne zostały zatrzymane w otwartej bitwie. Oblężenie zostało zniesione w grudniu 1941 r. podczas operacji Crusader. Siły Osi ostatecznie zdobyły port 21 czerwca 1942 r., po pokonaniu 8 Armii w bitwie pod Gazalą. Podczas oblężenia zatopiono dwa niszczyciele, trzy slupy, siedem ścigaczy okrętów podwodnych i trałowców, siedem transportowców i szkunerów, sześć lichtug i jeden szybki stawiacz min, w sumie 26 jednostek pływających. Uszkodzono siedem niszczycieli, jeden slup, jedenaście ścigaczy okrętów podwodnych i trałowców, trzy kanonierki i szkuner, w sumie 23 jednostki pływające. Zatopiono także sześć statków marynarki handlowej i szkuner, a sześć statków handlowych zostało uszkodzonych; w sumie 62 jednostki pływające zatopiono lub uszkodzono.

### Straty
Szczury Tobruku poniosły co najmniej 3836 ofiar, z niewielką różnicą w liczbach ofiar australijskich podawanych przez oficjalnych historyków Australii i Wielkiej Brytanii. Większość australijskiego garnizonu wycofała się z Tobruku pomiędzy sierpniem a październikiem, ale niektórzy pozostali w Tobruku do końca bitwy. W historiografii australijskiej odnotowano ofiary 9 Dywizji Piechoty w okresie 8 kwietnia-25 października jako 746 zabitych, 1996 rannych i 604 jeńców, z czego 507 Australijczyków zostało schwytanych pomiędzy 28 marca 1941 r. a ukończeniem cyrkumwalacji Tobruku, było także 467 zaginionych podczas oblężenia.
Straty brytyjskie w bitwie o Tobruk to głównie załogi zestrzelonych samolotów RAF-u. Po przybyciu polskiej brygady z czeskim batalionem zginęło 22, rannych zostało 82 i zaginęło 3 polskich żołnierzy; zginął również jeden Hindus. Włoskie ofiary od 15 lutego do 18 listopada to 1130 zabitych, 4255 rannych i 3851 zaginionych. Niemieckie straty w tym samym okresie wyniosły 538 zabitych, 1657 rannych i 681 zaginionych; zginęło także 184 libijskich cywilów.

## Upamiętnienie

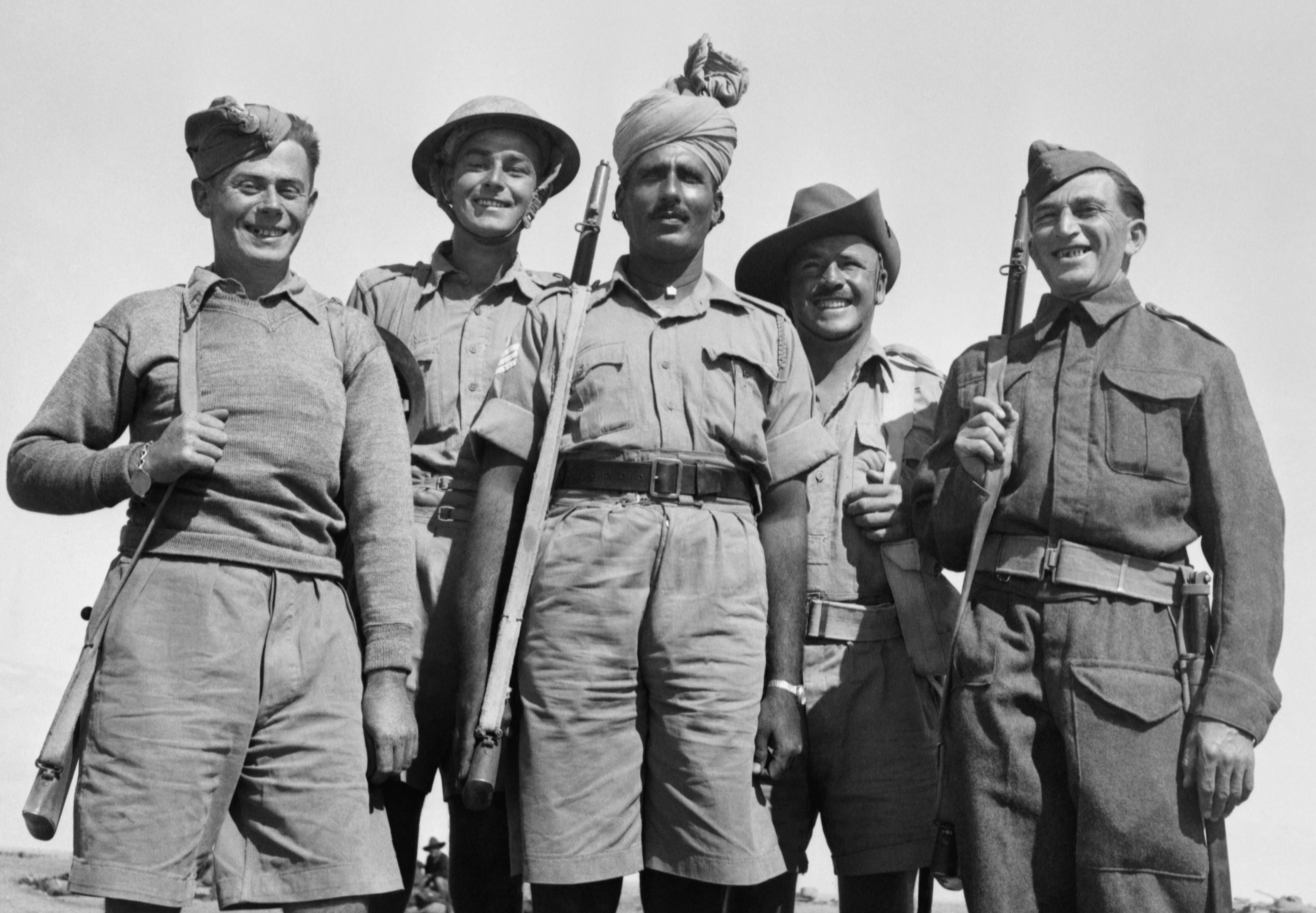
Żołnierze różnych narodowości broniących Tobruku niedługo przed zakończeniem bitwy (22 października 1941). Od lewej do prawej: Polak, Brytyjczyk, Hindus, Australijczyk i Czech

Walki żołnierza polskiego o Tobruk zostały upamiętnione na Grobie Nieznanego Żołnierza w Warszawie napisem na jednej z tablic po 1945 r.: „TOBRUK 19 VII – 10 XII 1941”, a po 1990 „TOBRUK 22 VIII – 10 XII 1941” oraz napisem „TOBRUK” na zniczu Grobu Nieznanego Żołnierza w Krakowie.
Na cmentarzu wojennym w Tobruku, gdzie pochowano wielu z poległych w trakcie bitwy (w tym Polaków), znajduje się kilka pomników upamiętniających walczących.
W 1991 został wybity medal z podobizną gen. Stanisława Kopańskiego o treści Bitwa o Tobruk 1941 – 1991, wydany przez Mennicę Państwową, a zaprojektowany przez Zbigniewa Stasika.